# Martin Kargl
Martin Kargl, född 30 december 1912, död 20 maj 1946, var en österrikisk fotbollsspelare.
Kargl blev olympisk silvermedaljör i fotboll vid sommarspelen 1936 i Berlin.